# Eileen
Eileen  è un nome proprio di persona irlandese e inglese femminile.

## Varianti
- Inglese: Aileen[1][3], Eilene[1], Eileene[1], Aileene[1], Ilean[2], Ileen[2], Ilene[2]
  - Ipocoristici: Eily[1][3]
- Irlandese: Eibhlín[1][2][3], Aibhlín[1], Eibhlínn[1], Eilín[1], Aileen[1][2]

## Origine e diffusione
Si tratta di una forma anglicizzata di Eibhlín, la forma gaelica irlandese di Avelina, nome che venne introdotto in Irlanda dai Normanni diffondendosi molto bene; tra i parlanti inglesi, Eibhlin veniva generalmente reso utilizzando i nomi Helen o Ellen (due forme inglesi di Elena), con una frequenza tale che alcuni credono che derivi da uno di essi. 
Tra la metà e la fine del Novecento, le forme anglicizzate Eileen e Aileen hanno cominciato a diffondersi nel resto dei paesi anglofoni, con numerose varianti; di queste, una, Ilene, si è formata probabilmente sotto l'influsso di Irene

## Onomastico
Si tratta di un nome adespota, cioè che non ha santa patrona. L'onomastico si può festeggiare il 1º novembre, giorno di Ognissanti.

## Persone

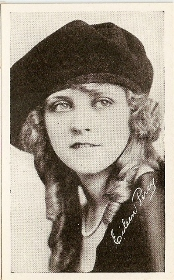
Eileen Percy

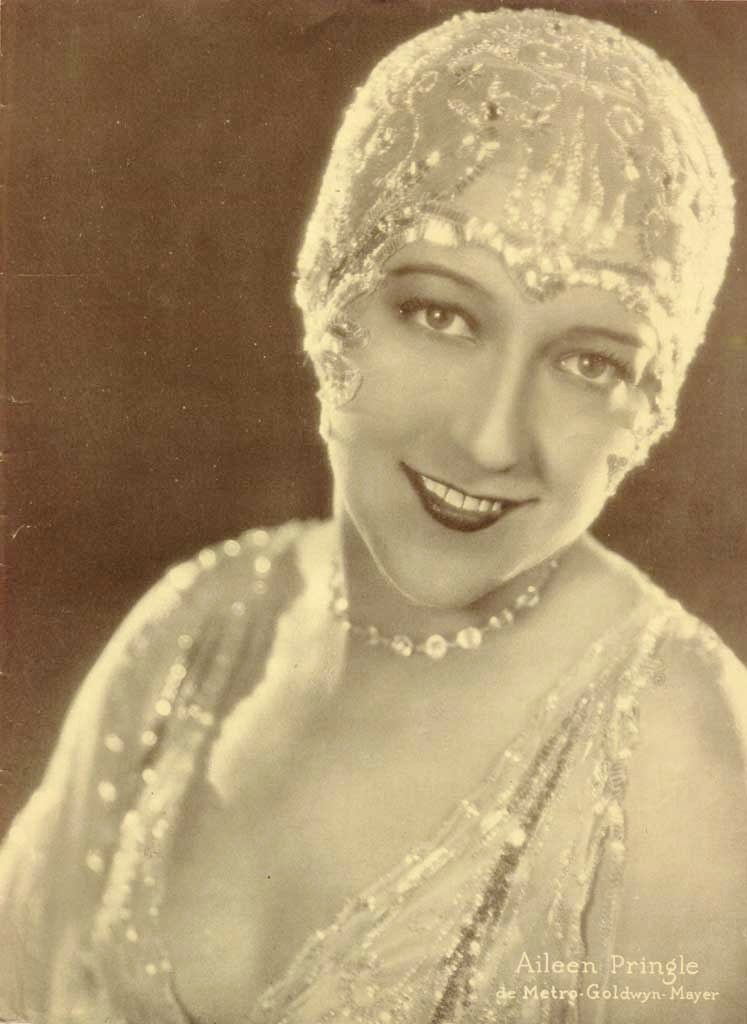
Aileen Pringle

- Eileen Agar, pittrice e fotografa britannica
- Eileen Atkins, attrice britannica
- Eileen Bennett Whittingstall, tennista britannica
- Eileen Brennan, attrice statunitense
- Eileen Collins, astronauta statunitense
- Eileen Davidson, attrice statunitense
- Eileen Essell, attrice britannica
- Eileen Gray, designer e architetto irlandese
- Eileen Heckart, attrice statunitense
- Eileen O'Shaughnessy, prima moglie di George Orwell
- Eileen Percy, attrice britannica
- Eileen Power, storica britannica
- Eileen Ryan, attrice statunitense
- Eileen Sedgwick, attrice statunitense

### Variante Aileen
- Aileen Manning, attrice statunitense
- Aileen Meagher, atleta canadese
- Aileen Pringle, attrice statunitense
- Aileen Quinn, attrice, cantante e ballerina statunitense
- Aileen Riggin, nuotatrice e tuffatrice statunitense

### Variante Ilene
- Ilene Chaiken, regista, sceneggiatrice, produttrice cinematografica e televisiva statunitense
- Ilene Woods, attrice e cantante statunitense

## Il nome nelle arti
- Eileen Hayward è un personaggio della serie televisiva I segreti di Twin Peaks.
- Eileen è un personaggio del videogioco del 2015 Bloodborne.
- La band inglese Dexys Midnight Runners hanno inciso il singolo Come On Eileen.